# Ghiacciaio Iliev
Il ghiacciaio Iliev è un ghiacciaio lungo circa 5 km e largo 1,5, situato sulla costa nord-occidentale dell'isola Alessandro I, al largo della costa della Terra di Palmer, in Antartide. Il ghiacciaio, il cui punto più alto si trova a oltre 800 m s.l.m., nasce nelle montagne di Lassus dove fluisce verso nord, scorrendo dal versante nord-occidentale del monte Wilbye e da quello occidentale del picco Galerius, fino a entrare nella baia di Lazarev poco a sud dello sbocco, nella stessa baia, del ghiacciaio Palestrina.

## Storia
Il ghiacciaio Iliev è stato così battezzato dalla Commissione bulgara per i toponimi antartici in onore del compositore bulgaro Diko Iliev.